# 维希诺-茹列比诺区
维希诺-茹列比诺区（俄語：район Выхино-Жулебино）是莫斯科南行政区的一区，面积14.97平方公里，人口241,326人。